# Rio Delniţa (Moldova)
O Rio Delniţa é um rio da Romênia, afluente do Moldova, localizado no distrito de Suceava.